# 日本花子
日本 花子（にほん はなこ、にっぽん はなこ？）は警視庁や各都道府県警察のホームページなどで公開されている運転免許証の見本の架空の人物である。

## 概要
2019年に、モデルの人物が変更され2代目 日本花子となった。2021年3月30日には自動車ニュースメディア「くるまのニュース」が同日掲載した「超有名な「日本花子」って誰？ 各県警が身元確認出来ない！？最強免許保持者だと話題に」と題した記事がきっかけでネットで注目されヤフーリアルタイム検索トレンドで上位に「日本花子」がランクインした。

### 初代日本花子
初代はバブル期を思わせる赤い服を着た若い女性。1985年（昭和60年）6月1日生まれで当時の全資格となる14種類を保持している設定となっていた。住所は「東京都千代田区霞ヶ関2-1-2」と表記されているがこれは警察庁の所在地である。免許の条件に「中型車は中型車(8ｔ)に限る」と記載されていた。
正体は「警察から依頼されたOL」という噂もあったが、定かではない。

### 2代目日本花子
2代は、黒いジャケットを羽織った女性。2019年、2代目となった。生年月日は1986年（昭和61年）5月1日に変更された。交付日は2019年（令和元年）5月7日となっており、免許証の種類はゴールドと、5年間無事故・無違反となっている。住所は初代と同じく警察庁の所在地である。免許の条件は、「眼鏡等」に変更されている。また、全15種類の運転免許をすべて取得している。
写真の人物に関しては、警視庁免許本部の担当者も「部署異動により人が入れ替わり、免許見本については分からない」と回答し正体不明であった。警察内部の人やプロのモデル、モンタージュなど様々な憶測があったが、2021年にABEMA「ABEMA的ニュースショー」にてフリーアナウンサーの平井佳織が取材に応じ、2代目の正体であることを説明した。本人は、「もともと『花子さんやりませんか？』とお仕事をいただいたわけではないんです。警察庁の免許証の証明写真の撮り方っていう警察庁の資料。『動画ではなくスチールだけど、どうですか？』って言われて...」と説明した。

## 派生
日本花子の写真は、全国各地の警察や免許センターで運転免許の例として使用されているらしく、同じ写真で名前と住所が違う「沖縄花子」「京都花子」「滋賀花子」など様々な派生が存在する。また、旧姓併記の例として「日本花子{東京花子}」と記載されるといった例もある。